# 22 Чаши
22 Чаши (лат. 22 Crateris), HD 100893 — тройная звезда в созвездии Гидры на расстоянии (вычисленном из значения параллакса) приблизительно 374 световых лет (около 115 парсек) от Солнца.

## Характеристики
Первый компонент (TYC 7220-1534-1) — оранжевый гигант спектрального класса K0III, или K0. Видимая звёздная величина звезды — +5,984m. Масса — около 2,67 солнечной, радиус — около 14,597 солнечного, светимость — около 68,174 солнечной. Эффективная температура — около 4963 K.
Второй компонент (TYC 7220-1535-1) — жёлтая звезда спектрального класса G8IV. Видимая звёздная величина звезды — +7,773m. Радиус — около 4,24 солнечного, светимость — около 10,061 солнечной. Эффективная температура — около 4992 K. Удалён на 3,4 угловой секунды.
Третий компонент (UCAC4 283-064392) — оранжевый гигант спектрального класса K. Видимая звёздная величина звезды — +13,5m. Радиус — около 8,58 солнечного, светимость — около 39,054 солнечной. Эффективная температура — около 4889 K. Удалён на 44 угловые секунды.

## Планетная система
В 2019 году учёными, анализирующими данные проектов HIPPARCOS и Gaia, у звезды обнаружена планета HIP 56620 b.